# 마물
마물(魔物)이란 픽션에서 등장하는 괴물의 일종으로 말그대로 마성을 가진 생물군을 의미한다. 일본에서 제작된 RPG에서는 해당 작품에 등장하는 몬스터의 속칭으로 마물을 사용하기도 한다. 몬스터와 뜻이 혼동하는 경우가 있는데 몬스터는 마물의 상위 개념이다.